# Centre des services financiers et des ressources humaines de l'État (Finlande)
Le centre des services financiers et des ressources humaines de l'État (finnois : Valtion talous- ja henkilöstöhallinnon palvelukeskus ou Palkeet) est le centre des services financiers et d'administration du personnel de l'État finlandais.
Le centre dépend du Ministère des Finances.

## Présentation
Le centre a son siège à Joensuu et des activités à Hämeenlinna, Mikkeli et Pori.
Le centre est fondé en 2010 en regroupant quatre centres de services (juridique, défense, affaires intérieures et trésorerie) pour aider à centraliser la gestion des ressources financières et humaines afin d'améliorer la productivité.